# Pål André Czwartek
Pål André Czwartek (Askim, 25 aprile 1975) è un ex calciatore norvegese, di ruolo difensore.

## Biografia
Suo nonno era polacco.

## Carriera

### Club
Czwartek, dopo le esperienze al Sarpsborg e al Moss, passò al Fredrikstad.